# Moldavie au Concours Eurovision de la chanson 2008
La Moldavie a participé au Concours Eurovision de la chanson 2008 à Belgrade en Serbie. C'est la 4ème participation de la Moldavie au Concours Eurovision de la chanson.
Le pays est représenté par Geta Burlacu et la chanson A Century of Love, sélectionné via une sélection nationale organisée par le diffuseur moldave TRM.

## Sélection
Le diffuseur moldave TRM choisit une sélection nationale, le Finala Naţională 2008 qui choisit les candidats pour représenter la Moldavie, à Belgrade en Serbie.
Le vote se fait en trois parties : Télévote, Jury de Professionnels et Jury du diffuseur moldave.
12 artistes et 12 chansons sont concourus pour représenter le pays en lice à Belgrade, pour la 1re demi-finale, se déroulant le 20 mai 2008.
| Ordre | Artiste            | Chansons               | Place | Points |
| ----- | ------------------ | ---------------------- | ----- | ------ |
| 01    | Olia Tira          | Always will Be         | 2     | 22     |
| 02    | Alexa              | We Are One             | 3     | 15     |
| 03    | Edict              | I Believe              | 6     | 13     |
| 04    | Geta Burlacu       | A Century of Love      | 1     | 20     |
| 05    | Cristina Rujitcaia | You Make me Feel Crazy | 10    | 5      |
| 06    | Catrina Pislaru    | Dance with Me          | 7     | 12     |
| 07    | Jay Mon            | Point of View          | 9     | 8      |
| 08    | Dana Marchitan     | Your Name              | 8     | 7      |
| 09    | Galina Scoda       | Your Own Vision        | 4     | 18     |
| 10    | Scroom             | Jane                   | 12    | 5      |
| 11    | Elena Dermidjean   | Living Creatures       | 5     | 15     |
| 12    | Liusia Znamensky   | Don't Deceive My Heart | 11    | 5      |

C'est Geta Burlacu qui représente donc la Moldavie à Belgrade, en Serbie, avec la chanson A Century of Love.

## A l'Eurovision
En demi-finale, Geta Burlacu passera en 4ème position, après le groupe Kreisiraadio avec la chanson Leto svet pour l'Estonie, et avant Miodio avec la chanson Complice pour le Saint-Marin.
Geta Burlacu classe à la 12ème place sur 36 points. Elle se qualifie pas pour la finale du Samedi 24 mai 2008 et fût éliminée du Concours. C'est la première fois que la Moldavie échoue en demi-finale.

## Carte postale
L'édition 2008, on retrouve l'écriture de Geta Burlacu, qui poste une lettre adressant a une famille. "Catalin Vlad Arabagi ! Raspunde la Telefon ! Raspunde la Telefon ! Raspunde la Telefon ! Raspunde la Telefon ! Raspunde la Telefon ! Raspunde la Telefon ! Raspunde la Telefon ! Raspunde la Telefon ! Raspunde la Telefon ! Raspunde la Telefon ! Raspunde la Telefon ! Dana (surâs trist)" en Français : "Catalin Vlad Arabagi! Répond au Téléphone ! Répond au Téléphone ! Répond au Téléphone ! Répond au Téléphone ! Répond au Téléphone ! Répond au Téléphone ! Répond au Téléphone ! Répond au Téléphone ! Répond au Téléphone ! Répond au Téléphone ! Répond au Téléphone ! Dana (sourire triste)" Lettre de Geta Burlacu, lors de l'édition 2008.